# 萬古焼

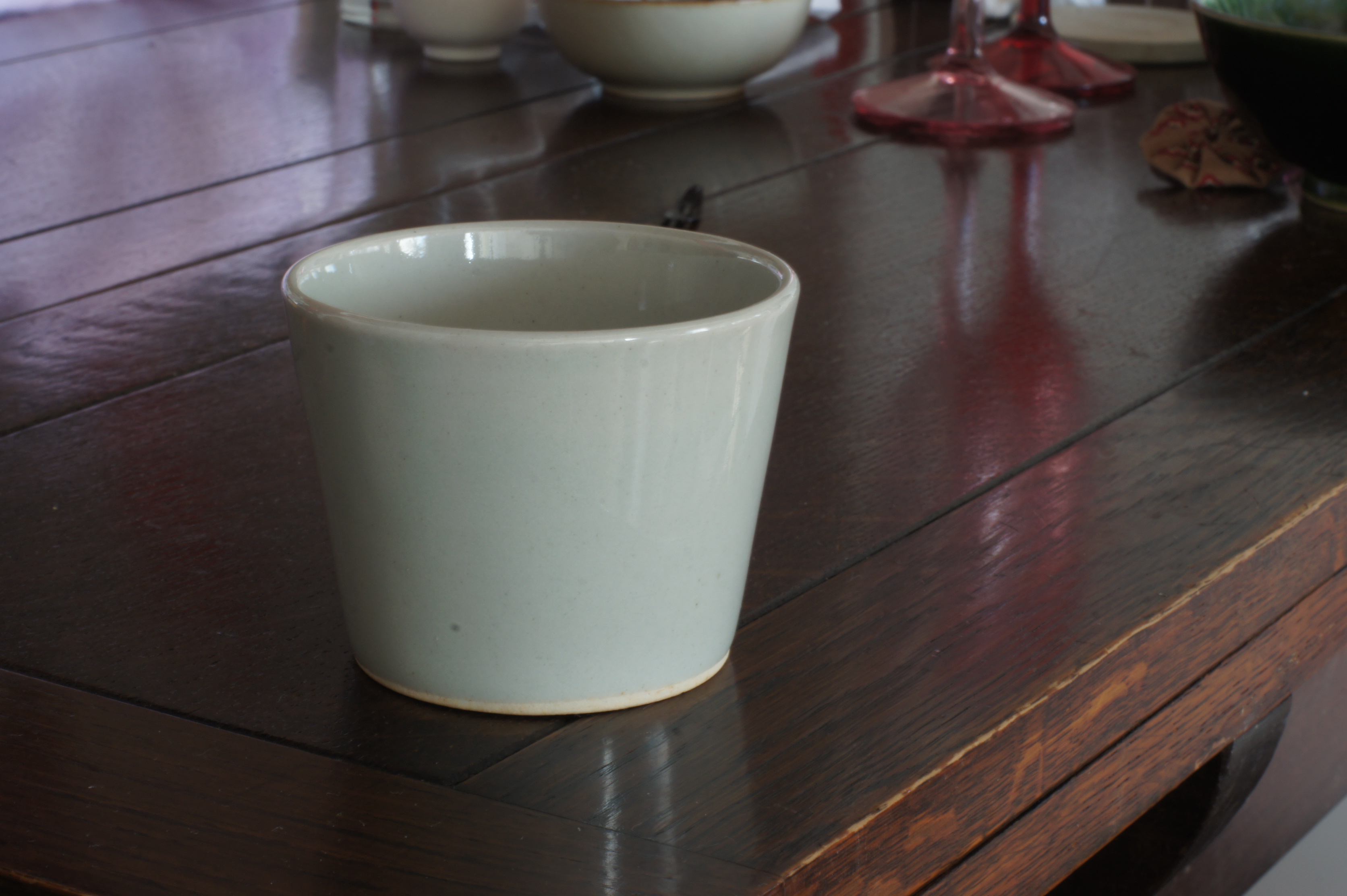
萬古焼の蕎麦猪口

萬古焼（ばんこやき、万古焼）は、陶磁器・焼き物の一つで、葉長石（ペタライト）を使用して耐熱性に優れた特徴を持つ。陶器と磁器の間の性質を持つ半磁器（炻器）に分類される。三重県四日市市を中心に、土鍋などが生産されている。

## 概要
三重県四日市市の代表的な地場産業であり、江戸時代中期に造られ始め、土鍋の日本国内シェアは約8割を占める。市内の橋北地区と海蔵地区で盛んに造られ、四日市市指定無形文化財となっている。
近代に入り高温のガスコンロが家庭に普及すると、かまど用の土鍋は割れたり、ひびが入ったりすることがあった。四日市の萬古焼産地は1959年頃、主原料の粘土にペタライトを混ぜることで熱膨張しにくい土鍋を開発してシェアを伸ばし、1970年代には国産土鍋の大半を占めるようになった。1979年（昭和54年）1月12日、経済産業大臣指定伝統的工芸品に指定された。
その耐熱性の特徴を活かした紫泥の急須や、豚を模った蚊遣器「蚊遣豚」でも有名である。
ペタライトにリチウムが含まれており、家電や電気自動車にリチウムイオン電池の需要が世界で広がってきたのを背景に原料価格が上昇傾向にある。ペタライトの主な調達先だったジンバブエの鉱山が2022年に中華人民共和国の企業に買収され、萬古焼陶磁器工業協同組合や各窯元は、ジンバブエの鉱山会社に輸出の継続・再開を要請したほか、カナダへの輸出打診、シリカやコージライトを使っての試作などに取り組んでいるが、代替原料を使った場合は風合いの再現や製法の変更などが課題になっている。2024年7月には、ジンバブエのスチュアート・ニャキョチョ駐日ジンバブエ大使が萬古焼の製造団体を訪問し、取引の再開をする方針を伝えた。

## 歴史
萬古焼は江戸時代中期に桑名の豪商沼波弄山（ぬなみろうざん）によって生み出され、文人趣味によって発展した焼き物であった（古萬古）。古萬古がいったん廃絶した後、各地で萬古焼の再興が試みられた。四日市の萬古焼も、幕末期に再興されたものの一つで、明治時代に地場産業として定着した。以後、半磁器式の硬質陶器など新たな技術を用いた新たな商品が開発された。

### 古萬古
萬古焼は、沼波弄山が元文年間（1736年〜1740年）に朝明郡小向（あさけぐん おぶけ、現在の三重郡朝日町小向）で名谷山（めんたにさん）の陶土（白土）を使う焼物として創始した。弄山は自身の作品のブランド名である「萬古」の印を押した。弄山の時代の作品は、現代では古萬古と呼ばれる。
萬古焼は京焼の技法に倣ったもので、茶碗の写し物から始まった。やがて、華麗な色絵と異国趣味を特徴とするようになった萬古焼は江戸でも好評を博し、江戸小梅に窯を設け小向から陶土を取り寄せて製作した。（江戸萬古）元より江戸に店を持っていた弄山もこれを機に移住するに至った。安永6年（1777年）に弄山が没した後も続いたが、後継者がいなくなり萬古焼は一時途絶えた。

### 萬古焼の再興
天保年間（1830年〜1843年）、桑名の陶器師森有節らによって萬古焼が再興された（有節萬古）。華麗な粉彩による大和絵の絵付と、木型成形法によって製造された斬新な急須は、折からの煎茶道の普及に伴い桑名の名物となり、桑名藩も製造を奨励した。
桑名では有節萬古を模倣・追随する陶芸家も多く現れた（桑名萬古焼）。現在、桑名萬古焼は三重県伝統工芸品となっている。
また、弄山の弟子の沼波瑞牙が津で安東焼（後の阿漕焼）、射和村の竹川竹斎は射和萬古を興した。古安東は時期的に古万古と重なっていることから、古万古に含めるという説もある。

### 四日市萬古焼
四日市萬古焼は山中忠左衛門の尽力によって興り、阿倉川や末広に最初の窯が建った。阿倉川では元々、唯福寺の住職田端教正が陶工を招き、文政12年（1829年）に信楽焼風の雑器を作る窯を開いた（海蔵庵窯）。隣村である末永の庄屋であった山中忠左衛門は、海蔵庵窯で焼き物の手ほどきを受け、憧れる有節萬古を研究するため、嘉永6年（1853年）に自邸内に窯を開いた。
明治時代には山中忠左衛門らによって洋皿やコーヒーカップ等の洋食器の研究や地域住民への製作指導、海外輸出も行われるようになった。陶土として使っていた四日市の土は赤土であり、輸出向けの白地の食器を作ることが困難であったため、日本各地から陶土・陶石を移入して対応した。昭和に入る頃には日本国内から萬古焼の陶土に適した土がなくなってしまったが、1936年（昭和11年）に開催された国産振興四日市大博覧会を通して朝鮮に適した陶土があることが分かり、取引の具体化が始まった。
第二次世界大戦前、生産額の60%はアメリカ合衆国への輸出が占めていた。アメリカでは都市部の10セント・チェーンストアなどで販売されていたが、1930年（昭和5年）の関税引き上げにより打撃を受け、やがて第二次世界大戦の開戦により対米輸出が途絶えた。この時期には耐火煉瓦や、軍需優先で不足した金属製品の代用品の製造などを行った。1945年（昭和20年）6月18日の四日市空襲で、製造設備の8割と販売業者の施設のほとんどが焼失する大きな被害を受けた。
戦後、萬古焼の復興は速やかに進んだ。しかし家庭にガスコンロが普及していくにつれ、従来のかまどに比べてより高温なガスの炎に対し土鍋は割れてしまうことが多く、陶器業界の課題となっていた。そんな中で四日市萬古焼は1959年（昭和34年）頃には高熱を加えても割れない陶土の開発に成功し、「割れない土鍋」として国内シェアを伸ばした。
輸出の最盛期であった1980年（昭和55年）には出荷額が202億円に上ったが、1998年（平成10年）には85億円まで落ち込んだ。一方国内向けの出荷額はほぼ横ばいを続けている。2016年（平成28年）5月26日から5月27日にかけて開催された第42回先進国首脳会議（伊勢志摩サミット）では、萬古焼の盃が首脳陣の乾杯の際に使用された。
四日市市内の陶栄町には萬古神社が築かれ、森や山中の記念碑が建てられている。また5月第2週の土日には萬古祭りが開かれ、様々な陶器が売られている。
萬古焼の作品は桑名市博物館のほか、四日市市総合会館別館、ばんこの里会館、朝日町歴史博物館、私立のパラミタミュージアム（三重県菰野町）、BANKO archive design museum（四日市市）などに所蔵・展示されている。